# Tango argentino
Pour plus de détails, voir Fiche technique et Distribution.
Tango argentino est un film yougoslave réalisé par Goran Paskaljević, sorti en 1992.

## Synopsis
Nikola, jeune garçon, vit avec son père professeur de musique et sa mère qui s'occupe des personnes âgées. peu à peu, il se lie d'amitié avec certains vieillards dont s'occupe sa mère. Parmi eux se trouve un célèbre chanteur de tangos argentins : monsieur Popović.

## Fiche technique
- Titre français : Tango argentino
- Réalisation : Goran Paskaljević
- Scénario : Gordan Mihić
- Costumes : Mira Čohadžić
- Photographie : Milan Spasić
- Montage : Olga Jovanović et Olga Skrigin (sr)
- Musique : Zoran Simjanović
- Pays d'origine : Yougoslavie
- Format : Couleurs - 35 mm - Mono
- Genre : drame, musical
- Durée : 91 minutes
- Dates de sortie :
  - Yougoslavie : 17 février 1992
  - France : 2 mars 1994

## Distribution
- Mija Aleksić : monsieur Popović
- Miki Manojlović : le père
- Ina Gogalova : la mère
- Nikola Žarković : Nikola
- Predrag Laković : monsieur Galić
- Rahela Ferari : madame Nana
- Milivoje Tomić : monsieur Kerecki
- Carna Manojlović : Seki
- Ružica Sokić : la cousine

## Récompenses
- Mostra de Venise 1992 : prix du public
- Festival international du film de San Francisco 1993 : prix du public